# DAWN (Aimerのアルバム)
『DAWN』（ドーン）は、Aimerの3枚目のオリジナルアルバム。2015年7月29日にDefSTAR RECORDSから発売された。

## 概要
前作『Midnight Sun』から1年ぶりとなるオリジナルアルバム。菅野よう子とのコラボレーション楽曲「誰か、海を。」、PlayStation Vita『Fate/hollow ataraxia』主題歌「broKen NIGHT」、そしてTVアニメ『Fate/stay night [UBW]』2ndシーズン・オープニング・テーマ「Brave Shine」などを収録している。初回盤は、Aimer Live Tour “DAWN”最速先行応募受付ID封入が封入された。

## 収録曲

### CD
1. MOON RIVER -prologue- (1:59)
作詞：ジョニー・マーサー　作曲：ヘンリー・マンシーニ　編曲：玉井健二、飛内将大
2. Believe Be:leave (5:22)
作詞：aimerrhythm　作曲：飛内将大　編曲：玉井健二、飛内将大
3. 君を待つ (4:26)
作詞：aimerrhythm　作曲：古川貴浩　編曲：玉井健二、大西省吾
4. broKen NIGHT (4:55)
作詞：aimerrhythm　作曲：浅見武男　編曲：玉井健二、大西省吾
5. Noir! Noir! (4:03)
作詞：aimerrhythm　作曲：DAIKI、玉井健二　編曲：玉井健二、大西省吾
6. Re:far (4:13)
作詞：aimerrhythm　作曲：飛内将大　編曲：玉井健二、飛内将大
7. AM04:00 (4:32)
作詞：aimerrhythm　作曲：givemewallets　編曲：MAURA
8. 誰か、海を。 (4:54)
作詞：青葉市子　作曲：菅野よう子　編曲：菅野よう子
9. LAST STARDUST (5:18)
作詞：aimerrhythm　作曲：飛内将大　編曲：玉井健二、飛内将大
10. Brave Shine (3:53)
作詞：aimerrhythm　作曲：小山寿　編曲：玉井健二、大西省吾
11. キズナ (4:56)
作詞：田中秀典　作曲：飛内将大　編曲：玉井健二、飛内将大
12. DAWN (5:09)
作詞：aimerrhythm　作曲：秋田博之、玉井健二　編曲：玉井健二、釣俊輔
13. MOON RIVER (1:59)
作詞：ジョニー・マーサー　作曲：ヘンリー・マンシーニ　編曲：玉井健二、飛内将大

### 初回生産限定盤 BD DFCL-2151 / DVD DFCL-2153
1. Believe Be:leave Music Video
2. 君を待つ Music Video
3. broKen NIGHT Music Video
4. 誰か、海を。 Music Video
5. Brave Shine Music Video
6. 星の消えた夜に (from Live at anywhere vol.23) (BONUS TRACK)

## 演奏
- 飛内将大：Programming, All Instruments (#1.2.6.9.11.13)
- 大西省吾：Programming, All Instruments (#3.4.5.10)
- 内山肇：Programming, All Instruments (#7)
- 菅野よう子：Produce, All Keyboards (#8)
- 坂元俊介、浦田恵司：Synthesizer (#8)  Manipulation (#8)
- 佐野康夫：Drums (#8)
- 藤堂昌彦ストリングス：Strings (#8)
- 冨永恵介：Co-Produce (#8)
- 釣俊輔：Programming, All Instruments (#12)

## リリース日一覧
| 地域 | リリース日    | レーベル               | 規格                   | カタログ番号     | 備考                        |
| ---- | ------------- | ---------------------- | ---------------------- | ---------------- | --------------------------- |
| 日本 | 2015年7月29日 | DefSTAR RECORDS        | 12cmCD+BD              | DFCL-2150, 2151  | 初回生産限定盤A             |
| 日本 | 2015年7月29日 | DefSTAR RECORDS        | 12cmCD+DVD             | DFCL-2152, 2153  | 初回生産限定盤B             |
| 日本 | 2015年7月29日 | DefSTAR RECORDS        | 12cmCD                 | DFCL-2154        | 通常盤                      |
| 日本 | 2015年7月29日 | DefSTAR RECORDS        | デジタル・ダウンロード | 882310303        | iTunes Store                |
| 日本 | 2015年7月29日 | Sony Music Labels Inc. | デジタル・ダウンロード | A1002513041      | レコチョク AAC 128/320kbps  |
| 日本 | 2015年7月29日 | Sony Music Labels Inc. | デジタル・ダウンロード | 4560429730019    | mora AAC-LC 320kbps         |
| 日本 | 2015年7月29日 | Sony Music Labels Inc. | デジタル・ダウンロード | B011UVOTUE       | Amazon.co.jp                |
| 日本 | 2015年7月29日 | Sony Music Labels Inc. | デジタル・ダウンロード | A1004663625      | レコチョク FLAC 96kHz 24bit |
| 日本 | 2015年7月29日 | Sony Music Labels Inc. | デジタル・ダウンロード | 4560429730026    | mora FLAC 96kHz 24bit       |
| 日本 | 2015年7月29日 | Sony Music Labels Inc. | デジタル・ダウンロード | 5676             | HD-music FLAC 96kHz/24bit   |
| 日本 | 2016年7月13日 | Sony Music Labels Inc. | デジタル・ダウンロード | smj4560429730026 | e-onkyo FLAC 96kHz 24bit    |

## タイアップ
| 曲名                 | タイアップ                                                        |
| -------------------- | ----------------------------------------------------------------- |
| 「Brave Shine」      | Fate/stay night [UBW]』2ndシーズンOPテーマ                        |
| 「LAST STARDUST」    | Fate/stay night [UBW]』挿入歌                                     |
| 「broKen NIGHT」     | PS Vita『Fate/hollow ataraxia』主題歌                             |
| 「誰か、海を。」     | フジテレビ“ノイタミナ”アニメ『残響のテロル』EDテーマ              |
| 「君を待つ」         | ドラマスペシャル『クロハ 〜機捜の女性捜査官〜』主題歌（主演：杏） |
| 「Believe Be:leave」 | YTV「音力-ONCHIKA-」7月度エンディングテーマ                       |

## 購入特典
『DAWN』店舗別購入者特典　
- 2015年7月29日 Sony Music Shop購入特典 Aimer「DAWN」リリースイベント
- 2015年9月4日 TSUTAYA RECORDS presents Aimer スペシャルライブ "Re:far"
- 2015年8月7日 Aimer ニューアルバム『DAWN』発売記念イベント＠阪急西宮ガーデンズ
- 2015年8月8日 Aimer『DAWN』リリース記念イベント「TOWER OF LOVERS Vol.8」